# Notre-Dame (Beaunay)

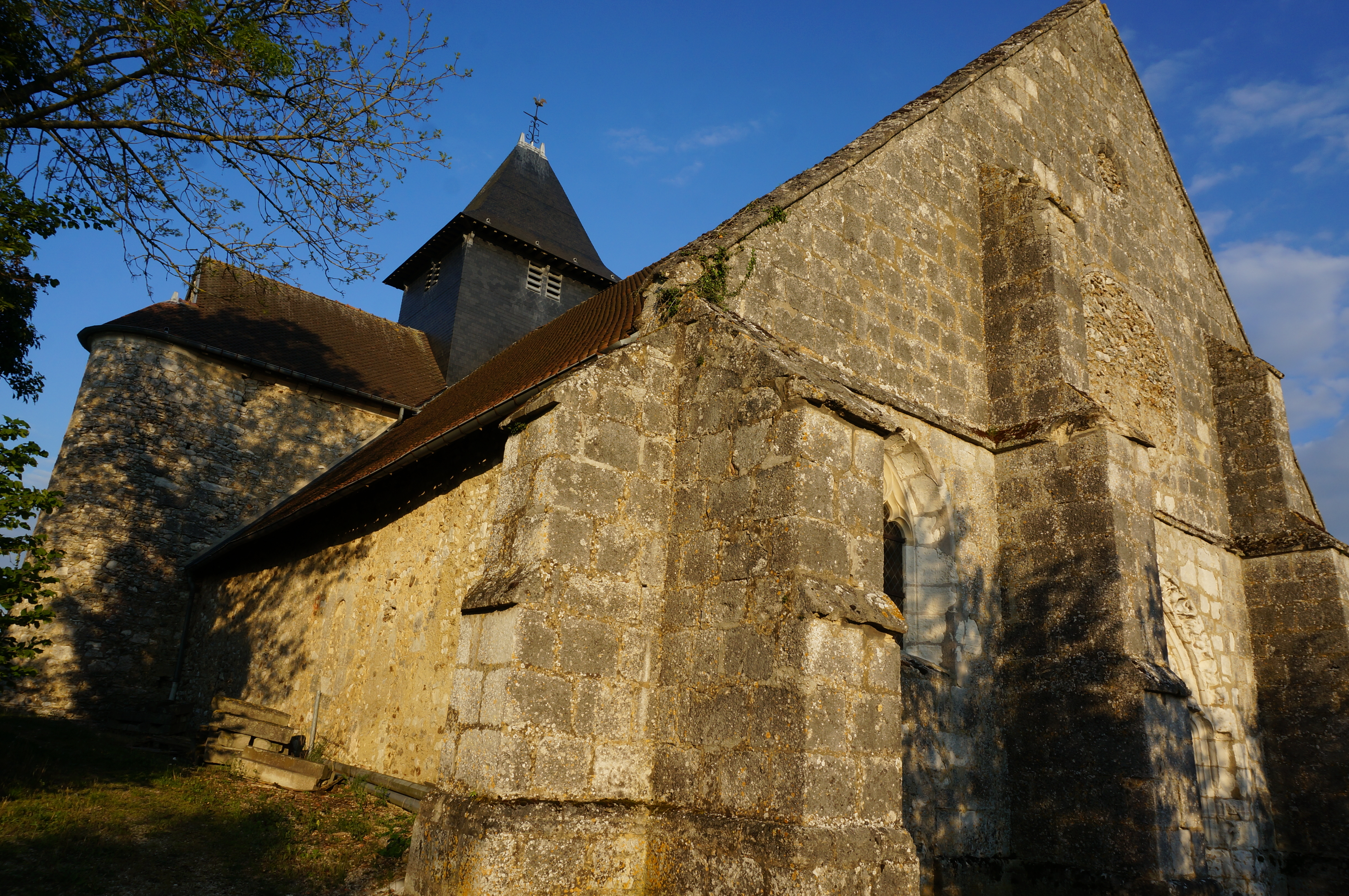
Kirche Notre-Dame in Beaunay

Die katholische Kirche Notre-Dame (eigentlich Nativité-de-la-Vierge) in Beaunay, einer französischen Gemeinde im Département Marne der Region Grand Est, wurde Anfang des 16. Jahrhunderts an der Stelle eines Vorgängerbaus errichtet. Die Kirche ist seit 1976 als Monument historique klassifiziert.
Mitte des 17. Jahrhunderts wurde die Kirche umgebaut. Vom ursprünglichen Bau sind nur das Kirchenschiff  und Renaissance-Bleiglasfenstern erhalten.